# 十字军之王III
《十字军之王III》（又译作）是由Paradox Development Studio开发，以及由其母公司Paradox Interactive发行的一款以中世纪为题材的大型戰略遊戲，是2004年发行的《十字军之王》和2012年发行的《十字军之王II》的续作。
该作于2019年10月的Paradox年度展会PDXCon 2019中公开宣布已经立项，并于2020年9月1日发布初版。

## 游戏玩法
本作与其两款前作类似，玩家可選擇遊戲裏的任何一個國家或领地，並扮演該國的全權統治者，同時在遊戲中體驗逼真的內政、外交、經濟、建築、文化和戰爭機制，遊戲中的國家們也會在玩家的操縱下一步步成長。本遊戏的可玩國家以歐洲歷史上的中世纪國家群為核心，再加入中東和印度地區；而时间跨度是从維京時代开始到君士坦丁堡的陷落為止，玩家可以扮演此時間段中的任何一個歐洲、中東和印度國家。
与前作不同，本作無法調節時間軸，初版遊戲只能在“867年”或“1066年”“1178年"這三个时间点中擇一开始。相比《十字軍之王2》，3代的王朝系統被进一步细分，现在的王朝家族成员可以成立庶系分支，并分裂出庶出家族的独立领袖。一個家族存在的時間久了，就能擺脫原本的家族文化背景，演變為一個全新的家族，不必永遠保持初始的文化模式。在本作中，王朝的领袖可以使用一种叫作声望的资源确保对家族的统治，此外王朝的领袖对合法婚生子女有抚养责任，而非婚生子則沒有繼承權，除非家族長讓他轉正。
与前几作的2D风人物肖像不同，本作中的游戏人物将会有3D渲染的全身角色模型。本作如同前作《十字军之王II》一样，人物会有一些影响他们行为的特质，做出与角色特质背道而驰的选择会增加角色的压力。游戏的遗传系统将允许角色将某些相貌特征遗传给后代。与前作不同，游戏中的角色可以通过执行如处决或折磨其他角色这类恐吓行为保证自己的封臣忠诚。此外，与前作类似，游戏中的角色可以选择五种生活方式之一，每种生活方式都会有三颗技能树，这些技能树可以提升与这种生活方式有关的技能和特质。
游戏内可以体验历史上出现过的所有宗教以及几乎所有历史上存在过的政体。不过在游戏开始时，商业共和国和神权制不可游玩。游戏中默认的大多数领袖将遵循封建、部落或氏族政体。与前作不同，遊牧民族的政体被替换为了部落制，不再拥有单独的政体。不同的宗教将会有不同的信条和教义，信条将会给所有信徒一定的加成，教义则会涉及该宗教的教会对于同性恋和女性神职人员等问题上的立场。玩家可以发展他们自己的异教，且该信仰的信条和教义可以由玩家自主设计。该信仰与它原本的体系差别越大，玩家在创建时就要花费越多的虔诚值。
本作的地图将会五倍详细于前作的地图，并将比前作的地图面积稍大一些。前作中的地产将会被更精细的直接显示在地图上，这意味着军队需要移动到地区的子地产中以进行围城。伯爵领拥有的地产的平均值为3。游戏开始时可能有一些地产尚未被开发过（不过即便如此，这些地产依然会存在所有者）。
游戏的徵兵系统也被重制，本作中如果直接征兵将会获得由农夫组成的低士气的步兵。玩家需要操纵角色雇佣兵士以训练更高品質的部队，例如弩兵和骑兵。游戏中的角色也可以让他们王国或者宫廷中武艺高强的角色成为骑士。在游戏中，个骑士就能匹敌大概200个农民步兵。

## 开发
制作总监亨利克·法劳斯提到《十字军之王III》的开发自2015年就开始了，比《英白拉多：罗马》大约要早一年。此外法劳斯指出，现在的《十字军之王II》的游戏引擎犹如“将鹅卵石和磁带固定在一起”，他还指出本作将采取新的游戏引擎，有可能是配以约米尼工具集（Jomini-toolset）的克劳塞维茨2引擎以适应游戏的品质。
与许多Paradox公司制作的其他游戏一样，Paradox公司的工作人员每周在网络上公布一篇开发日志。不同的开发日志有不同的侧重点，比如政体、UI界面、战争等，并且解释这些日志中的内容在游戏中将如何出现，与前作有哪些不同。此外，每月Paradox公司的工作人员还会在Youtube上上传一份月度进度，对该月的开发日志做出总结。
游戏目前包含了两个发行版本：基础版，这个版本的游戏包含了游戏本体以及预购奖励；以及皇家版（豪华版），除包含游戏本体外另外包含了一系列的扩展包。目前已经发售的扩展包有第一个内容扩展包及一个特色扩展包。游戏于2020年9月1日正式发售，可以通过Steam平台和Xbox Game Pass平台进行购买。

### 资料片
| 名称                                 | 補丁版本名稱       | 类型     | 发行日期       | 描述 |
| 第一章                               | 第一章             | 第一章   | 第一章         | 第一章 |
| ------------------------------------ | ------------------ | -------- | -------------- | --- |
| 北境群雄 （Northern Lords）          | 1.3 “烏鴉座”       | 风味包   | 2021年3月16日  | 提供了与诺尔斯社会相关的全新事件和文化主题。 包含关于维京时代斯堪的纳维亚的额外内容，包括建立冒险者王国的能力、获得圣战士和盾女、独特的家族遗产和特定文化的事件和决策。                                              |
| 皇家宫廷 （Royal Court）             | 1.5 “百合花”       | 扩展包   | 2022年2月8日   | 加入与王国或帝国中角色互动的新方式。 对游戏的文化系统做出重大变更。 为玩家提供了可自定义的谒见厅，以接受朝拜。玩家可装饰房间以获得更多的显赫度，这一功能是在扩展包中引入的，显赫度增加时，将能够接待更高质量的客人。 |
| 伊比利亞的命運 （Fate of Iberia）    | 1.6 “卡斯蒂亞城堡” | 风味包   | 2022年5月31日  | 包含聚焦于收复失地运动时期伊比利亚半岛的额外内容。特色包括新的文化传统和特定文化的事件和决策，以及围绕朋友互动和国际象棋对决的通用机制。                                                                             |
| 朋友与敌人 （Friends & Foes）        | 1.7 “棱堡”         | 事件包   | 2022年9月8日   | 包含围绕角色与其朋友和敌人的关系的100多个额外事件。还包括角色一生中的回忆。 |
| 第二章                               |                    |          |                | |
| 旅行與比武 （Tours and Tournaments） | 1.9 “騎兵槍”       | 扩展包   | 2023年5月11日  | 將原有一鍵式的旅行機制深化，角色在旅行時會在地圖上實際移動並遭遇各色事件；同時允許玩家舉辦或參與全新的大型活動(皇室大婚、君主出巡與比武大會)。                                                                       |
| 兒童與監護人 （Wards & Wardens）     | 1.10 “羽毛筆”      | 事件包   | 2023年8月22日  | 提供新的兒童養育與教育事件。 增添人質系統，孩童及家族成員可以成為外交籌碼被轉移到其他的宮廷。 |
| 波斯的遺產 （Legacy of Persia）      | 1.11 “孔雀”        | 风味包   | 2023年11月9日  | 提供了波斯，即現代的伊朗及其週邊地區的全新事件，增加波斯風格的建築、服裝、紋樣和操作系統邊框。 為伊斯蘭教氏族制政體追加了特有的政權平衡機制。                                                                        |
| 第三章                               |                    |          |                | |
| 死亡传说（Legends of the Dead ）     | 1.12.1 "镰刀"      | 核心扩展 | 2024年3月4日   | 引入了黑死病和其他在地图上传播的疾病，以及传说系统，允许角色通过推广祖先的事迹来建立其家族的合法性。 |
| 权力之路（Roads to Power ）          | 1.13.0             | 扩展包   | 2024年9月24日  | 引入了扮演无地角色的能力，可以在地图上旅行并以冒险者身份接受任务。额外的机制包括新的行政和帝国政府机制、家族庄园，以及拜占庭帝国的内容。                                                                             |
| 流浪贵族（Wandering Nobles ）        | 1.14.0             | 事件包   | 2024年11月5日  | 增加了围绕无地角色的事件和活动。 |
| 第四章                               |                    |          |                | |
| 草原汗王（Khans of the Steppe）      | 1.16.0“马盔”       | 核心扩展 | 2025年4月28日  | 专注于游牧生活以及成吉思汗的崛起之路，让玩家有机会一统整个大草原。体验在草原上不断迁徙的种种挑战、战争和残酷的游牧生活。                                                                                             |
| 加冕（Coronations）                  | 未定               | 事件包   | 2025年第三季度 | 增加了与加冕典礼相关的事件和内容。 |
| 溥天之下（All Under Heaven）         | 未定               | 扩展包   | 2025年第四季度 | 将游戏的版图扩大 30%，加入东亚地区内容。 |

## 反响及评价
| 汇总媒体   | 得分   |
| ---------- | ------ |
| Metacritic | 91/100 |

| 媒体         | 得分   |
| ------------ | ------ |
| GameSpot     | 8/10   |
| IGN          | 10/10  |
| PC Gamer美国 | 94/100 |

### 发售前
在《十字军之王III》官宣后，《Rock, Paper, Shotgun》发表了一篇文章，指游戏中的一条短语“上帝的旨意”——该短语在前几作及宣传片中均有出现——不会出现在本作中，因为该短语遭到了“大量极右翼的滥用”。一些粉丝认为这篇报导十分不中肯，并质疑游戏的历史准确性。制作总监法劳斯回应称这篇报导“误解了这个问题”，并称制作组不会对这个短语区别对待。

### 评分
正式发售前，玩家普遍对《十字军之王III》的评价十分高。在Metacritic上，《十字军之王III》拿到了91/100的分数。
另一篇报导指出，“IGN给了《十字军之王III》10/10的分数，这是业界给予该作的最高评价，另外PC Gamer和PCgamesN分别给了该作94%的分数和9/10的分数。”